# كيهاتشي أوكاموتو
كيهاتشي أوكاموتو (باليابانية: 岡本喜八) (17 فبراير 1924 - 19 فبراير 2005) هو مخرج أفلام ياباني.

## السيرة
وُلد أوكاموتو في يوناغو، والتحق بجامعة ميجي، ولكنه جند في سلاح الجو عام 1943 وشارك في الحرب العالمية الثانية، وكان لتلك التجربة أثير عميق على أعماله السينمائية اللاحقة، حيث تناولت ثلثها الحرب. تخرج بعد الحرب، و ظهر لأول مرة كمخرج في عام 1958 في فيلم كل شيء عن الزواج وهو فيلم مفقود.
أخرج أوكاموتو ما يقرب من 16 فيلمًا، في مهنة امتدت لما يقرب من ستة عقود أي حول 60 عام. وكان يعمل في مجموعة متنوعة من أنواع الأفلام، مثل الدراما التاريخية والحربية، ألهمه فيلم عربة الجياد للمخرج الأمريكي جون فورد في ان يصبح مخرجاً. قام بإدراج عناصر من الغرب في أفلام الحرب مثل مخفر ديسبيرادو الأمامي و غربا الشرير، وفي النهاية قام بتصوير فيلم في الشرق يلتقي الغرب فيلم الساموراي الغربي الخاص به. وكان من محبي المسرحيات الموسيقية، حيث قام بعمل أفلام مثل أوه قنبلة و ديكسي لاند ديمو.
قاده موقفه النقدي الأساسي تجاه المجتمع الياباني إلى السعي في كثير من الأحيان إلى السخرية والكوميديا السوداء، حيث أصبح فيلمه عصر القتلة مظلمًا وعبثيًا للغاية، وقد رفضت شركة توهو في البداية نشره.
اخرج أفلام ساموراي ، مثل ساموراي قاتل (1965)، بطولة توشيرو ميفوني، حول مجموعة من المحرضين السياسيين في القرن التاسع عشر يخططون لقتل مسؤول حكومي مهم، سيف الموت (1966)، أو اقتل! (1968)، وغالبا ما ينتقد بوشيدو وفترة توكوغاوا في اليابان.  ومع ذلك فقد تعامل مع هذا النقد من وجهة نظره الخاصة. عهدت توهو إليه بفيلم أطول يوم في اليابان الملحمي (1968)، وهو نسخة سينمائية لما حدث لليابان في نهاية الحرب، لكنه في العام التالي صنع أيضًا فيلم الرصاصة البشرية، رؤية أكثر شخصية وساخرة لتجربة كل رجل في الحرب العالمية الثانية. لمتابعة بعض مشاريعه، قام أوكاموتو بتأسيس شركة أوكاموتو للإنتاج. غالبًا ما عملت زوجته مينيكو أوكاموتو كمنتج في أعماله اللاحقة.
فاز في عام 1992 بجائزة أكاديمية اليابان للإخراج، إلى جانب أكيرا كوروساوا، وكان أوكاموتو أيضًا مرشحًا لإخراج التسلسلات اليابانية لتورا! تورا! تورا!، ولكن تم اختيار كينجي فوكاساكو وتوشيو ماسودا. وفي 19 فبراير، أي بعد يومين فقط من عيد ميلاده الحادي والثمانين، توفي أوكاموتو في منزله بسبب سرطان المريء.

## الأعمال

### أفلام
هذه قائمة أفلامه غير المفقودة:
| ت. | اسم الفيلم                      | سنة الإنتاج | بطولة                                                |
| -- | ------------------------------- | ----------- | ---------------------------------------------------- |
| 1  | The Last Gunfight               | 1960        | توشيرو ميفوني وياوكو تسوكاسا                         |
| 2  | The Elegant Life of Mr Everyman | 1963        | كيجو كوبياشي وإيجيرو تونو                            |
| 3  | Warring Clans                   | 1963        | ماكوتو ساتو ويوريكو هوشي                             |
| 4  | Aa bakudan                      | 1964        | إيكيو ساوامورا وهيديو اماموتو                        |
| 5  | Samurai Assassin أو (Samurai)   | 1965        | توشيرو ميفوني وكيچو كوباياشى                         |
| 6  | Fort Graveyard                  | 1965        | توشيرو ميفوني وتاتسويا ناكادي                        |
| 7  | سيف الموت                       | 1966        | توشيرو ميفوني وتاتسويا ناكادي                        |
| 8  | Japan's Longest Day             | 1967        | توشيرو ميفوني وشيشو ريو وتاكاشي شيمورا وسيجي مياجوشي |
| 9  | Epoch of Murder Madness         | 1967        | تاتسويا ناكادي وريكو دان                             |
| 10 | Kill!                           | 1968        | تاتسويا ناكادي ويوركو هوشي                           |
| 11 | The Human Bullet                | 1968        | ناوكو اوتانى ومينورى تيرادا                          |
| 12 | Red Lion                        | 1969        | توشيرو ميفوني وشيما إيواشيتا                         |
| 13 | Zatoichi Meets Yojimbo          | 1970        | توشيرو ميفوني واياكو واكاو                           |
| 14 | Battle of Okinawa               | 1971        | تاتسويا ناكادى وكيجو كوبياشي                         |
| 15 | Rainbow Kids                    | 1991        | تورو كازاما وكومي ميزونو                             |
| 16 | East Meets West                 | 1995        | تاتسويا ناكادي وهيرويوكى سانادا                      |

## روابط خارجية
- كيهاتشي أوكاموتو على موقع IMDb (الإنجليزية)
- كيهاتشي أوكاموتو على موقع ألو سيني (الفرنسية)
- كيهاتشي أوكاموتو على موقع أول موفي (الإنجليزية)
- كيهاتشي أوكاموتو على موقع قاعدة بيانات الأفلام السويدية (السويدية)
- كيهاتشي أوكاموتو على موقع قاعدة بيانات الفيلم (الإنجليزية)
- كيهاتشي أوكاموتو على موقع كينوبويسك (الروسية)